# Inhambanella guereensis
Espèce
Statut de conservation UICN

 NT  : Quasi menacé
Inhambanella guereensis est une espèce d'arbre de la famille des Sapotaceae.

## Répartition
Ce taxon se rencontre dans les pays suivants : Cameroun, Côte d'Ivoire, Gabon, Liberia, République démocratique du Congo.

## Systématique
Le nom correct complet (avec auteur) de ce taxon est Inhambanella guereensis (Aubrév. & Pellegr.) T.D.Penn..
L'espèce a été initialement classée dans le genre Kantou sous le basionyme Kantou guereensis Aubrév. & Pellegr..
Inhambanella guereensis a pour synonyme :
- Kantou guereensis Aubrév. & Pellegr.